# COLDFEET
COLDFEET는 일본의 2인조 혼성 일렉트로니카 밴드이다.

## 데뷔 및 활동 내역
1998년에 싱글 앨범인 《PUSSYFOOT》으로 처음 데뷔했다. 이후, 다이시 댄스, 프리템포 등과 같은 시부야계 음악가들과 합작한 앨범이 연이여 주목을 받으면서, 일본 내에서 일렉트로니카 음악가로서의 입지를 확고히 다졌다.

## 구성원
- Watusi

프로듀서와 DJ를 맡고 있으며, 가끔씩 베이스를 담당하기도 한다.
- Lori Fine

보컬과 작사, 작곡을 담당하고 있다. 아버지는 미국인이고, 어머니는 일본인이다.

## 음반 목록

### 정규 앨범
- 《COLDFEET》 - 1998년 11월 21일
- 《LUCID DREAM》 - 2000년 2월 23일
- 《COLDFEET Presents Jazzfeet》 - 2003년 9월 6일
- 《BODYPOP》 - 2005년 12월 14일
- 《Feeling Good》 - 2007년 7월 15일
- 《TEN》 - 2008년 12월 10일
- 《COLDFEET Presents MJ THE TOUR》 - 2009년 11월 4일

### 맥시 싱글 앨범
- 《PUSSYFOOT》 - 1998년 6월 20일
- 《SHAMEFACED》 - 1998년 8월 21일
- 《PLASTIC EMOTION》 - 1998년 10월 21일
- 《IN MY LUCID DREAM》 - 2000년 2월 2일
- 《PICK IT UP AGAIN/YOU WERE RIGHT》 - 2000년 3월 23일

### 리믹스 앨범
- 《EMBEDDED》 - 2000년 7월 19일
- 《BODYCHOP》 - 2006년 3월 15일

### EP 앨범
- 《FLAVORS》 - 1999년 11월 3일

### 베스트 앨범
- 《BEST》 - 2006년 3월 29일